# Qianshan, Anshan
Qianshan är ett stadsdistrikt i Anshan i Liaoning-provinsen i nordöstra Kina.